# Klentnice
Klentnice är en ort i Tjeckien.   Den ligger i distriktet Okres Břeclav och regionen Södra Mähren, i den sydöstra delen av landet, 210 km sydost om huvudstaden Prag. Klentnice ligger 327 meter över havet och antalet invånare är 540.
Terrängen runt Klentnice är platt söderut, men norrut är den kuperad. Klentnice ligger uppe på en höjd.Runt Klentnice är det ganska tätbefolkat, med 56 invånare per kvadratkilometer. Närmaste större samhälle är Břeclav, 19,8 km sydost om Klentnice. Trakten runt Klentnice består till största delen av jordbruksmark.